# Заріччя-Друге
Заріччя-Друге (рос. Заречье-Второе) — село у Грайворонському районі Бєлгородської області Російської Федерації.
Населення становить 19 осіб. Входить до складу муніципального утворення Грайворонський міський округ.

## Історія
Населений пункт розташований у східній частині української суцільної етнічної території — східній Слобожанщині.
Згідно із законом від 20 грудня 2004 року № 159 від 1 січня 2006 року до квітня 2018 року органом місцевого самоврядування було Козинське сільське поселення.
15 травня 2024 року російські літаки скинули ФАБ-500 біля села. Постраждалих немає.

## Населення
| 2002 | 2010 |
| ---- | ---- |
| 34   | ↘19  |